# Decapitazione del vertice
Per decapitazione del vertice s'intende una strategia (anche militare) volta a rimuovere la guida (dirigenza), il comando e il controllo di un governo, organismo militare, gruppo criminale e/o terroristico ostile o di un partito politico di opposizione. 
Tale strategia consiste nel frantumare l'organizzazione avversaria o sconfiggere un nemico eliminandone fisicamente (attraverso la pratica di omicidi mirati sulla base del concetto della cosiddetta "licenza di uccidere") o catturandone i comandanti militari e/o dirigenti politici ed è stata a lungo utilizzata nella guerra o nella lotta alla criminalità organizzata.
Il termine utilizzato in sua opposizione è detto ricostituzione del vertice per permettere così la continuità di governo.

## Alcuni esempi di applicazione
- 14 aprile 1865: assassinio del presidente americano Abraham Lincoln da parte del famoso attore e simpatizzante confederato John Wilkes Booth al Teatro Ford di Washington durante le fasi conclusive della guerra di secessione americana[2], parte di un complotto più ampio per interrompere la linea di successione presidenziale uccidendo anche l'allora vicepresidente Andrew Johnson e il segretario di Stato William H. Seward. L'assassinio avvenne cinque giorni dopo la resa delle truppe confederate del generale Robert E. Lee, al generale unionista Ulysses S. Grant ad Appomattox.
- 11 giugno 1903: regicidio del sovrano di Serbia Alessandro I Obrenović e della moglie Draga, più grande di lui di dodici anni, già vedova dell'ingegnere ceco Svetozar Mašín, e già dama di compagnia della regina Natalia, sposata nell'agosto del 1900 con matrimonio morganatico, le loro nozze erano state accolte in maniera totalmente negativa dalla popolazione e dopo quasi 3 anni ancora senza un erede gli alti ranghi dell'esercito serbo, decisi a porre fine all'insicurezza dinastica e alle politiche del sovrano, guidati da Dragutin Dimitrijević, detto "Apis", maturarono man mano l'idea di un colpo di Stato mettendo sul trono Pietro Karađorđević, figlio del vecchio principe Aleksandar. All'alba i soldati circondarono il Kraljevski dvor, un gruppo di ufficiali appartenenti alla società segreta Mano Nera (Црна рука), guidati dal capitano Dragutin Dimitrijević, vi fecero irruzione e catturarono i due reggenti che si erano nascosti negli appartamenti privati. I due sovrani furono uccisi, i loro corpi mutilati e i resti gettati a pezzi dalle finestre del palazzo. Furono sepolti nella chiesa di San Marco a Belgrado[3]. L'Assemblea nazionale e il Senato ripristinarono la costituzione del 1889 e ratificarono l'ascesa al trono di Pietro I.
- 1º febbraio 1908: assassinio del re Carlo I del Portogallo colpito a morte a Piazza del Commercio assieme a suo figlio, il principe ereditario Luigi Filippo per mano di Alfredo Luís da Costa, Manuel Buiça, entrambi collegati alla Carbonária (la sezione portoghese dei Carbonari). L'altro figlio, Manuele, ferito al braccio, succedette al trono ma fu deposto il 5 ottobre 1910 con la proclamazione della (prima) Repubblica Portoghese.
- 7 febbraio 1920: uccisione dell'ammiraglio Kolčak comandante in capo di parte delle forze antibolsceviche dell'Armata Bianca durante la Guerra civile russa.
- 3 aprile - 19 maggio 1940: massacro di Katyn', esecuzione di massa da parte dell'NKVD sovietica di 21 857[4] tra ufficiali, soldati e civili polacchi.
- 7 maggio 1942: operazione Anthropoid ovvero la missione militare organizzata dai partigiani cecoslovacchi Jozef Gabčík e Jan Kubiš, col supporto del servizio segreto britannico, che ebbe come finalità l'uccisione del generale delle SS Reinhard Heydrich, stretto collaboratore di Heinrich Himmler che lo mise a capo del Reichssicherheitshauptamt (o RSHA cioè la Direzione generale per la Sicurezza del Reich), apparato di sicurezza e repressione (controspionaggio) delle SS durante la seconda guerra mondiale; Heydrich morì poi il 4 giugno per le ferite riportate. Il nome, che in greco significa "dall'aspetto umano", voleva in effetti rimarcare la disumanità del Reichsprotektor di Boemia e Moravia.
- 18 aprile 1943: operazione Vengeance, durante i combattimenti presso le isole Salomone, gli americani, che grazie alla decrittazione delle comunicazioni radio giapponesi erano venuti a conoscenza dell'arrivo dell'ammiraglio Isoroku Yamamoto sull'isola di Bougainville, riuscirono a intercettare l'aereo che lo trasportava e ad abbatterlo. L'aereo, un Mitsubishi G4M Betty, dopo aver perso quota, con un motore incendiato, precipitò fra gli alberi dell'isola, finendo in un rogo. Il corpo di Yamamoto fu ritrovato carbonizzato fra i rottami, appoggiato all'elsa della sua spada di samurai. Le sue ceneri furono trasportate a Tokyo per le solenni esequie, alle quali presero parte un milione di persone, tra cui Rikidōzan e altri lottatori di sumo.[5] Il pilota statunitense che lo abbatté con un caccia Lockheed P-38 Lightning, Thomas Lanphier, fu decorato in seguito con la Navy Cross.
- 20 luglio 1944: operazione Valchiria, cioè il tentativo organizzato da alcuni politici e militari tedeschi della Wehrmacht, e attuato dal colonnello Claus Schenk von Stauffenberg, di assassinare Adolf Hitler all'interno della Tana del Lupo, il quartier generale del Führer, sito a Rastenburg, nella Prussia Orientale. Lo scopo dell'attentato era quello di eliminare il cancelliere tedesco e, attraverso un colpo di Stato, instaurare un nuovo governo che avesse il compito di negoziare una pace separata con gli Alleati, allo scopo di evitare la disfatta militare e l'invasione della Germania.[6] L'attentato fu pianificato sfruttando la possibilità che offriva il piano Valchiria (in tedesco: Walküre), ossia la mobilitazione della milizia territoriale in caso di colpo di Stato o insurrezione interna, opportunamente modificato dal colonnello von Stauffenberg. L'esplosione dell'ordigno uccise tre ufficiali e uno stenografo civile, tuttavia il Führer subì solo ferite più o meno lievi.
- 7 giugno 2006: a circa 8 km a nord di Baquba, grazie a un’operazione congiunta, una coppia di F-16C dell’USAF identifica il covo di Abu Musab al-Zarqawi, considerato il capo (emiro) di al-Qaida in Iraq (AQI), sganciando poi sull’edificio due bombe guidate da 227 kg (500 libbre), una GBU-12 a guida laser e una GBU-38 a guida GPS, uccidendolo.[7]
- 1º maggio 2011: operazione Lancia di Nettuno, durante la notte Osama Bin Laden viene ucciso da componenti del DEVGRU (noto originariamente come SEAL Team Six) e da agenti statunitensi della CIA durante un conflitto a fuoco all'interno di un complesso residenziale di Abbottabad, in Pakistan, nel corso di un'operazione segreta ordinata dal presidente degli Stati Uniti Barack Obama. Poco dopo la sua morte il corpo di Bin Laden viene sepolto in mare.[8] Al-Qaida conferma la sua morte il 6 maggio seguente promettendo vendetta.[9]
- 12 giugno 2015: il terrorista yemenita Nasir al-Wuhayshi, a capo di al-Qaida nella Penisola Arabica (AQPA), viene ucciso in attacco di droni statunitensi.[10] Nel 2013 Ayman al-Zawahiri lo aveva scelto come suo vice di al-Qaida globale.[11][12]
- Notte tra il 26 e il 27 ottobre 2019: operazione Kayla Mueller, durante un colpo di mano delle forze speciali USA ordinato dal presidente Donald Trump sul villaggio di Barisha, situato nel nord-ovest della Siria, nei pressi di Idlib e a cinque chilometri dal confine con la Turchia,[13] il califfo dello Stato Islamico Abu Bakr al-Baghdadi si fa saltare in aria con una cintura esplosiva insieme a due dei suoi figli. Nel blitz, avvenuto poco dopo la mezzanotte italiana della notte tra il 26 e il 27 ottobre 2019 e durato circa due ore, sarebbero morti anche due delle sue mogli e numerosi miliziani.[14] Durante la stessa notte ma in un'altra operazione, viene ucciso anche Abu Hassan al-Muhajir, suo braccio destro nonché portavoce dell'organizzazione.[15]
- 3 e 4 gennaio 2020: uccisione di Qasem Soleimani (generale iraniano a capo della Forza Quds) operazione in risposta all’attacco di milizie sciite alla base aerea K-1 di Kirkuk il 27 dicembre 2019 e all’attacco all'ambasciata statunitense a Baghdad del 31 dicembre dello stesso anno. Il generale viene ucciso all'alba del 3 gennaio 2020 tramite un attacco con drone statunitense sull'aeroporto internazionale di Baghdad, in Iraq, assieme al capo delle Forze di Mobilitazione Popolare sciite irachene Abu Mahdi al-Muhandis, il quale si trovava su di un’altra automobile[16]. L'operazione era stata ordinata dal presidente statunitense Donald Trump. L’indomani, il 4 gennaio, in un ulteriore attacco mirato compiuto nella zona di Taji, a nord di Baghdad, viene ucciso l'esponente delle brigate Kata'ib Hezbollah (un gruppo paramilitare sciita iracheno), il segretario generale Shibl al-Zaydi. Con al-Zaydi rimangono uccisi il fratello e altre quattro persone.[17]
- 7 agosto 2020: nella ricorrenza degli attentati alle ambasciate statunitensi di Kenya e Tanzania del 1998, a Teheran viene ucciso Abdullah Ahmed Abdullah, alias Abu Muhammad al-Masri (l’Egiziano), numero due di al-Qaida e vice di Ayman al-Zawahiri, assassinato nella propria auto mentre, col nome di copertura di Habib Daud, docente universitario di origine libanese, assieme alla figlia ventisettenne Miriam, vedova di Hamza bin Laden (figlio di Osama), tornavano a casa nel quartiere dei Pasdaran. La vicenda verrà rivelata oltre 3 mesi più tardi; si presume che l’omicidio sia avvenuto per mano di agenti israeliani del Mossad.[18][19][20]
- 27 novembre 2020: uccisione di Mohsen Fakhrizadeh-Mahabadi, capo del programma nucleare iraniano.[21]
- 31 luglio 2022: con un attacco di un drone statunitense, a Kabul viene ucciso il numero uno di al-Qaida Ayman al-Zawahiri, mentre, secondo indiscrezioni, era ospite in una casa di proprietà dell'aiutante di uno dei maggiori esponenti dei talebani, Sirajuddin Haqqani.[22][23][24][25][26]